# La Croix-aux-Bois
La Croix-aux-Bois è un comune francese di 117 abitanti situato nel dipartimento delle Ardenne nella regione del Grand Est.

## Società

### Evoluzione demografica
Abitanti censiti